# Bomb A Head!
『Bomb A Head!』（ボンバ・ヘッド!）は、m.c.A・Tの1枚目のシングル。1993年11月21日に、avex traxから発売された。
デビュー・シングル、自身最大のヒット曲、m.c.A・Tの代表曲。
Bombは英語では最後のbを発音しないので、Bomb A Head!を英語読みすると、ボム・ア・ヘッド/ボマ・ヘッドとなる。

## 概要

### 背景
もともとは、東映Vシネマのオールキャスト･ミュージシャンによるダンスアクション映画『ハートブレイカー ～弾丸より愛を込めて』（1992年）の音楽監督を富樫明生が担当することに端を発し、オープニングを含めテーマソングとして制作された。
当時、ダンスフィルム･メイカーの第一人者として注目を受けていた小松壮一郎から、「本当に踊れる、新しい日本のダンスミュージックを」というオファーを受け、その際イメージとして、同じFUNKA HIPS ALL STARSで活動していた先輩・久保田利伸の曲を聴かされた事に、富樫が反骨奮起して生まれた（尚、同時期にm.c.A・Tは、バックバンド「DAI-NINKI」とともに密かに小さなライブハウスなどで活動を始めていた）。
完成した映画は大きなヒットに到らなかったが、ヤクザ映画主流の東映や邦画界においても異彩を放ち、「キネマ旬報オールタイムベストテン・オリジナルビデオ部門」（1995年）では第5位を獲得するなど、音楽ダンス映画というジャンルを築いた。
特にアンダーグランドであるアジアのストリートダンサーの間ではカルト映画化して長らくバイブルとなり、この曲と共に博多のダンスチームBE BOP CREWによる振付を含め、世代を超えて伝説的に語り継がれている。

### リリース
映画公開後、ほどなく若きレコーディング・スタッフの進言によって、当時急成長中のエイベックス幹部に持ち込まれ、大きな注目を浴びる。しかしリリースが急に決定したことにより、ジャケットは本人の写真を撮る余裕がなかったため、イメージイラストになっていた（channel-a 2008年7月放送分より）。

### タイアップ
アキレス「ジュニアプロ」CMソング、テレビ朝日『KISS×KISS』テーマ曲。

### ミュージック・ビデオ
- MVは、シングル表題曲1曲につき2バージョンが作られ、当時としても稀有な形でのプロモーションとなった。
- 「通常バージョン」と「ストリート編」の2バージョンが存在する。
- 「通常バージョン」は暗い倉庫・廃墟らしき建物の中でカメラに向かいリップシンクしている内容で、「ストリート編」は渋谷の街中を舞台に、踊る本人とダンサーをクローズアップした内容になっている。[2]
- 「ストリート編」は現在までDVD化されていないが、2020年9月12日にYouTubeにてavex公式チャンネルからHDデジタルリマスタリング・アップコンバートを施し配信投稿されている[3]。（「A･T da PACK」〈VHS〉ではスタッフロールの後にボーナス・トラックとして収録）。

### カバー
- 2003年、1997年に音楽プロデュースを開始したDA PUMPをゲストボーカルに招き「Bomb A Head! Returns!」。
- 2004年、「Bomb A Head! V」とセルフカバー。TVアニメ『天上天下』のテーマソング。
- アルバム『Returns!』では隠しトラックとして収録されている。
- 2013年、「Bomb A Head! 生誕20周年記念盤（ミニ・アルバム）」を発売。数多のリミックス、m.c.A・Tによる「アカペラ・ヴァージョン」をCD初収録。
- AAA・Dreamがカバー。
- Merm4id（2022、『D4DJ Groovy Mix カバートラックスvol.6』）に収録。「Animelo Summer Live 2022-Sparkle-」ではシークレットゲストとして出演したm.c.A・Tとコラボレーションで披露した。

## 収録曲
作詞・作曲・編曲：富樫明生
1. Bomb A Head!
2. 愛は2 SHY
3. Bomb A Head! -instrumental-
4. 愛は2 SHY -instrumental-